# 地球科学进展
《地球科学进展》创刊于1986年，是中国大陆基础科学类月刊，编辑部位于甘肃省兰州市。此刊物由国家自然科学基金委员会地球科学部，中国科学院资源环境科学与技术局，中国科学院资源环境科学信息中心主办。
《地球科学进展》在2018年被中华人民共和国国家新闻出版广电总局新闻报刊司评为2017年全国“百强报刊”。